# Indena
インデナ (Indena S.p.A) は、医薬品・健康食品・化粧品業界で使用される植物由来の有効成分を開発・生産しているイタリアの民間企業である。